# Unheilig
Unheilig, as vezes abreviado como "UH", é uma banda alemã que apresenta uma variedade de influências, incluindo vários estilos pop e eletrônicos, como Rock gótico e Neue Deutsche Härte. A banda foi fundada em 1999 pelo vocalista Bernd Heinrich Graf, que é conhecido como "Der Graf" (O Conde) juntamente com Grant Stevens e José Alvarez-Brill. Seus últimos membros foram: Der Graf, nos vocais, Christoph "Licky" Termühlen, como guitarrista, Henning Verlage, como tecladista e Martin "Potti" Potthoff, como baterista.

## História

### Os primeiros 10 anos (1999-2009)
Em 1999, Der Graf fundou a banda junto com Grant Stevens e José Alvarez-Brill (conhecido por trabalhar com bandas como Wolfsheim, Joachim Witt e outros).
No ano de 2000, com o lançamento do single "Sage ja!", a banda alcançou certa popularidade nos clubes noturnos do underground alemão, o que antecedeu o álbum de estreia "Phosphor", lançado em 2001, com maioria das canções em inglês.
Alguns meses depois do lançamento de "Phosphor", a banda foi convidada para vários eventos como o Zillo Open Air, Wave Gotik-Treffen, Doomsday Festival, entre outros.
Após uma pausa dos shows ao vivo a banda começou a trabalhar nos próximos álbuns, "Frohes Fest", um álbum de canções natalinas que foi lançado em 2002 e o terceiro álbum "Das 2. Gebot", que foi lançado em 2003.
A inovação aumenta com "Das 2. Gebot", no qual as músicas ganham maior desenvolvimento e mais elementos do rock. Para promover o álbum, o grupo faz uma turnê em 11 cidades europeias juntamente com a banda L'Âme Immortelle e, já contando com certa popularidade, introduz um elemento curioso para o lançamento de EPs: propõem a votação no site para que os fãs escolham as melhores faixas do último álbum que ganharão versão especial no próximo EP da banda. Para cada álbum, portanto, há um EP com algumas faixas novas e versões especiais de outras. "Schutzengel" foi o primeiro EP do gênero, votado pelos fãs.
Com o lançamento de "Zelluloid" em 2004 a banda faz outra turnê européia durante a qual é ainda mais bem recebida. Zelluloid não é apenas um álbum com composições mais agressivas, quando não profundas, mas a "democracia" que a banda outorga aos fãs ao deixa-los escolher o conteúdo do próximo EP parece ter atraído novos ouvintes de igual forma. O primeiro álbum ao vivo, com canções do Zelluloid, "Gastspiel" foi lançado em 2005. Alguns meses depois, é lançado o DVD "Kopfkino", que traz imagens da mesma performance.
Após o fim da turnê a banda já estava prestes a lançar o álbum "Moderne Zeiten", em janeiro de 2006, cuja edição limitada se esgotou rapidamente. É com esse mesmo álbum que a banda atinge patamares maiores dentro do cenário alternativo europeu tocando no Wacken Open Air e no Amphi Festival, também apresentando-se no M'era Luna em colaboração com o Project Pitchfork, o que veio a gerar o single "Ich will leben". Isso gerou uma pequena tour com a banda durante a segunda parte de 2006. Em uma dessas apresentações a banda gravou e lançou seu segundo álbum ao vivo "Goldene Zeiten", que é o nome de uma das canções de Moderne Zeiten.
Durante o ano de 2007 o Unheilig faz poucas aparições, concentrando-se no álbum "Puppenspiel", que viria a ser lançado no início de 2008. Lançado então, com boa aceitação por parte do público (o álbum figurou em 13º lugar na colocação oficial do país), a banda toca em festivais de grande porte da cena alternativa como o M'era Luna, Zita-Rock e o Wave Gotik Treffen, logo após, é lançado o terceiro álbum ao vivo da banda, "Puppenspiel Live - Vorhang Auf!".
No início de julho de 2009 os álbuns anteriores da banda "Phosphor", "Frohes Fest", "Das 2. Gebot", "Zelluloid" e "Moderne Zeiten" são re-editados, ganhando nova arte nos booklets e a devida remasterização. A edição limitada de cada álbum traz canções da época que até então nunca haviam sido lançadas.
Em dezembro de 2009, o site oficial do Unheilig recebeu uma grande atualização devido ao futuro lançamento de "Grosse Freiheit", e incluia um trailer de 3 minutos onde mostrava Der Graf com uma maleta e ao fundo a música "Das Meer", a primeira canção do álbum.

### Grosse Freiheit e Lichter der Stadt (2010-2013)
Já tendo sido anunciados em 2009, são lançados em 2010 o single "Geboren um zu leben" e o álbum "Grosse Freiheit". Os dois marcam a entrada do Unheilig para um público maior; o single alcançou segundo lugar nas paradas alemãs e em oitavo nas austríacas. O álbum alcançou 1º lugar na Alemanha e Áustria e 3º nas Suíça.
Grosse Freiheit traz uma nova musicalidade, como é típico de cada novo álbum, uma variante de um estilo bem próprio. Der Graf decidiu investir em uma musicalidade mais pesada que pode lembrar Eisbrecher, Rammstein e outras bandas de NDH. Ainda no mesmo ano a banda entra em outra turnê e então lança seu quarto álbum ao vivo, "Grosse Freiheit Live".
O segundo single "Für immer" foi lançado em maio e alcançou a posição de número 17 nas paradas alemãs.
Grosse Freiheit permaneceu por 23 semanas não-consecutivas como número 1 das paradas alemãs, quebrando assim um recorde que até então pertencia ao álbum "Ö", do cantor Herbert Grönemeyer, lançado em 1988 e que permaneceu em primeiro lugar nas paradas alemãs por 14 semanas.
"Unter deiner Flagge" foi lançado em setembro e alcançou a 13ª colocação nas paradas alemãs. Em outubro a banda apresentou a canção no Bundesvision Song Contest e venceu o concurso em primeiro lugar.
"Winter" é o quarto single e foi lançado em novembro como parte de "Grosse Freiheit (Winter Edition)", uma edição especial com um cd separado com faixas exclusivas. O single se tornou o terceiro a estar nos top 10 da alemanha alcançando a 4ª colocação.
Em fevereiro de 2011 a banda anunciou que estava preparando novo material para seu oitavo álbum "Lichter der Stadt".
Em março a banda foi indicada para cinco Echo Awards, foi indicado para os prêmios de melhor videoclipe nacional com Geboren um zu Leben (perdendo para Rammstein com Ich tu dir weh); Radio Echo também com Geboren um zu Leben (perdendo para Silbermond com Krieger des Lichts); Equipe de produção mais bem sucedida (sendo Der Graf, Henning Verlage e Kiko Masbaum) com Grosse Freiheit (vencedor); Melhor grupo nacional de Rock/Alternativo (vencedor); e por último o álbum do ano de 2010 (vencedor).
No mesmo ano a banda ganhou diversos outros prêmios como dois Diva Award, um Swiss Music Award, um Rainbow Radio Band Award e um Comet Award.
Em dezembro é anunciado So wie du warst, o primeiro single de Lichter der Stadt, e lançado em fevereiro de 2012.
Em março é lançado o álbum "Lichter der Stadt". O segundo single "Lichter der Stadt" é lançado no fim de março. A banda entra em turnê mais uma vez, e em outubro é lançado seu quinto álbum ao vivo "Lichter der Stadt Live".
Em agosto o terceiro single "Wie wir waren" que conta com a participação de Andreas Bourani é lançado. Em novembro é lançado o Winter Edition de Lichter der Stadt, sendo lançado juntamente com várias versões demos das canções da edição normal do álbum e também uma nova versão de "Stark", canção do álbum "Phosphor".
Em janeiro de 2013 o Unheilig lançou "Als Musik meine Sprache wurde", que é composto por 7 CDs e conta em 6 CDs, na voz de Der Graf, a biografia da banda desde o início musical de Der Graf até os anos de sucesso com Grosse Freiheit e Lichter der Stadt. O 7º CD é composto com 13 canções do início da carreira de Der Graf que é intitulado de "Human Nations".

### Alles hat seine zeit, Gipfelstürmer, Turnê de Encerramento e Von Mensch zu Mensch (2014-2016)
A banda lançou em março de 2014 a coletânea "Alles hat seine Zeit - Best of Unheilig 1999-2014". O álbum estreou em segundo lugar nas paradas alemãs, e atingiu terceiro nas paradas da Áustria e quinto na Suíça.
Em junho a banda apresentou pela primeira vez "Goldrausch" no Rock The Ring Festival na Suíça, sendo esta canção do álbum "Gipfelstürmer", que foi anunciado em outubro, e lançado em dezembro. Ainda em outubro de 2014, o single "Zeit zu gehen" foi lançado.
Em novembro a banda apresentou todas as canções do álbum em versões acústicas em um show na cidade de Zell am See. Em dezembro "Gipfelstürmer" finalmente foi lançado, este sendo, até então, o último álbum inédito da carreira do Unheilig e atingindo pela terceira vez consecutiva o primeiro lugar nas paradas alemãs e segundo nas paradas austríacas e suíças. A banda entrou mais uma vez em turnê em abril de 2015.
"Mein Berg" é o segundo single de Gipfelstürmer e foi lançado em março de 2015.
Em junho foram lançados o sexto álbum ao vivo, "Gipfelstürmer Live" e o single "Glück auf das Leben", o terceiro e último do Gipfelstürmer.
Em dezembro a banda lança mais um álbum ao vivo, "MTV Unplugged: Unter Dampf - Ohne Strom", que conta com participação de vários artistas como Helene Fischer e Alea der Bescheidene do Saltatio Mortis. Com este DVD, a banda foi indicada mais uma vez para o Echo de 2016 na categoria Melhor banda de Rock/Pop Nacional, porém não venceu.
O Unheilig entrou em maio de 2016 em sua última turnê, chamada "Ein Letztes Mal Tour" ("Uma última vez"). O último show da turnê e da banda foi em 10 de setembro de 2016 no RheinEnergieStadion em Köln. Durante a turnê as bandas Megaherz, Staubkind, Be One, Schandmaul e Megazwei foram convidadas para abrir os shows da banda. A banda anunciou em 11 de maio mais um álbum ao vivo com as canções que foram tocadas na turnê Zeit zu gehen, em janeiro de 2016, o álbum "Danke! Ein Letztes Mal - Live" foi lançado durante a turnê "Ein Letztes Mal".
Com o sucesso da turnê "Ein Letztes Mal", a banda anunciou que lançaria um último álbum inédito chamado "Von Mensch zu Mensch", que foi lançado no dia 4 de novembro. O primeiro single, que tem o mesmo nome do álbum foi lançado no dia 29 de julho. O segundo single do álbum, Ich würd' dich gern besuchen, foi lançado no dia 9 de setembro de 2016. O terceiro single, Mein Leben ist die Freiheit, foi lançado no dia 7 de outubro de 2016.

### Best of Vol. 2 - Pures Gold, Nova Turnê e Colaboração com Sotiria (2017-2018)
Em junho de 2017, a banda postou em seu site oficial afirmando que havia filmagens e fotos do show de despedida que aconteceu em 10 de setembro de 2016 e afirmou que futuramente poderia ser lançado um DVD com esse material. Pouco depois, em julho, em outra postagem no site oficial, a banda anunciou que iria lançar uma nova coletânea com canções que marcaram a carreira da banda, com músicas que nunca tinha sido lançadas antes, porém já tinham sido apresentadas em shows da turnê "Zeit zu gehen" e com músicas que receberam uma nova versão e junto com a coletânea, em edição limitada, o show de despedida nos formatos DVD e Blu-ray.
As novas músicas são "Lass uns tanzen", "Der erste Schnee" e "Sterne hoch", enquanto as músicas que receberam uma nova versão são "Der Himmel über mir" (do EP Astronaut) e "Sonnentag" (da edição limitada do álbum Moderne Zeiten). Mais tarde foi anunciada que a canção "Zeitreise" (um dueto com Xavier Naidoo e que está disponível no álbum Lichter der Stadt) também recebeu uma nova versão, dessa vez com a banda teuto-americana The Dark Tenor.
Em 6 de julho a banda anunciou a arte da coletânea "Best of Vol. 2 - Pures Gold" e a data de lançamento, 6 de outubro de 2017.
Em 8 de setembro foi disponibilizado nas plataformas virtuais a nova versão da canção "Der Himmel über mir"
Em Outubro a banda anunciou uma nova turnê para 2018 juntamente com a banda The Dark Tenor, porém, Der Graf não irá junto com a banda, a ideia dividiu opiniões nas redes sociais, enquanto uns apoiavam e outros reprovavam, a banda recebia críticas por ter "desistido" mais uma vez de encerrar as atividades. Ainda em outubro de 2018, Der Graf participou como produtor e como convidado em três músicas do álbum "Hallo Leben", da cantora Sotiria, ex-vocalista do Eisblume.

## Estilo
O estilo da banda não é algo que possa ser definido num rótulo, talvez em vários. É certo, contudo, que possuem um estilo próprio e fazem bastante uso do mesmo. A banda intercala músicas de certa doçura e atmosfera mais leve, dando maior prioridade ao sintetizador e a uma guitarra mais modesta, passando por um industrial-rock respeitável em outras, chegando até baladas de discoteca dançáveis. As letras são simples, no tocante à compreensão, mas possuem a candidez ou a mensagem necessária, além disso a banda deixa bem notável que cada álbum tem sua própria temática. A partir do álbum Zelluloid a banda introduz os álbuns conceituais, o que viria a ser presente nos próximos álbuns.

## Membros

### Membros
- Bernd Heinrich Graf "Der Graf" (Vocais)
- Christoph Termühlen "Licky" (Guitarra) (2002-atualmente)
- Henning Verlage (Teclados) (2004-atualmente)
- Martin Potthoff "Potti" (Bateria) (2009-atualmente)

### Membros fundadores
- Bernd Heinrich Graf "Der Graf" (Vocais/Teclados)
- Grant Stevens (Guitarra)
- José Alvarez-Brill (Teclados)

### Ex-membros
- Grant Stevens (1999-2002)
- José Alvarez-Brill (1999-2002)

## Discografia

### Álbuns de estúdio
| Ano  | Título               | Certificações   | Certificações   | Certificações   | Data de lançamento                                               |
| Ano  | Título               | Alemanha ·      | Áustria ·       | Suíça ·         | Data de lançamento                                               |
| ---- | -------------------- | --------------- | --------------- | --------------- | ---------------------------------------------------------------- |
| 2001 | Phosphor             | —               | —               | —               | Lançamento: 19 de março de 2001                                  |
| 2002 | Frohes Fest          | 57              | —               | —               | Lançamento: 28 de outubro de 2002                                |
| 2003 | Das 2. Gebot         | —               | —               | —               | Lançamento: 7 de abril de 2003                                   |
| 2004 | Zelluloid            | —               | —               | —               | Lançamento: 16 de fevereiro de 2004                              |
| 2006 | Moderne Zeiten       | 76 (1 semana)   | —               | —               | Lançamento: 3 de fevereiro de 2006                               |
| 2008 | Puppenspiel          | 13 (2 semanas)  | —               | —               | Lançamento: 7 de março de 2008 Cópias vendidas: + 100.000        |
| 2010 | Grosse Freiheit      | 1 (157 semanas) | 1 (117 semanas) | 3 (109 semanas) | Lançamento: 19 de fevereiro de 2010 Cópias vendidas: + 2.000.000 |
| 2012 | Lichter der Stadt    | 1 (93 semanas)  | 1 (55 semanas)  | 1 (53 semanas)  | Lançamento: 16 de março de 2012 Cópias vendidas: + 870.000       |
| 2014 | Gipfelstürmer        | 1 (56 semanas)  | 3 (41 semanas)  | 2 (41 semanas)  | Lançamento: 12 de dezembro de 2014 Cópias vendidas: + 415.000    |
| 2016 | Von Mensch zu Mensch | 1 (1 semana)    | 4               | 3               | Lançamento: 4 de novembro de 2016                                |

### Álbuns ao vivo
| Ano  | Título                                  | Certificações   | Certificações | Certificações  | Data de lançamento                                                         |
| Ano  | Título                                  | Alemanha        | Áustria       | Suíça          | Data de lançamento                                                         |
| ---- | --------------------------------------- | --------------- | ------------- | -------------- | -------------------------------------------------------------------------- |
| 2005 | Gastspiel                               | —               | —             | —              | Lançamento: 31 de janeiro de 2005                                          |
| 2006 | Goldene Zeiten                          | 57              | —             | —              | Lançamento: 13 de outubro de 2006 Cópias vendidas: 3.000 (Edição Limitada) |
| 2008 | Puppenspiel Live - Vorhang Auf!         | 29 (38 semanas) | —             | —              | Lançamento: 3 de outubro de 2008                                           |
| 2010 | Grosse Freiheit Live                    | 2               | 4             | 2              | Lançamento: 11 de junho de 2010                                            |
| 2011 | Heimreise 2011                          | —               | —             | —              | Lançamento: 16 de julho de 2011                                            |
| 2012 | Lichter der Stadt Live                  | 2               | 4             | 4              | Lançamento: 19 de outubro de 2012                                          |
| 2015 | Gipfelstürmer Live                      | 2               | 2             | 2              | Lançamento: 19 de junho de 2015                                            |
| 2015 | MTV Unplugged: Unter Dampf - Ohne Strom | 2               | 10            | 8 (13 semanas) | Lançamento: 11 de dezembro de 2015 Cópias vendidas: + 100.000              |
| 2016 | Danke! Ein Letztes Mal - Live           | —               | —             | —              | Lançamento: 13 de maio de 2016                                             |

### Compilações
| Ano  | Título                                            | Certificações e Posições | Certificações e Posições | Certificações e Posições | Data de lançamento |
| Ano  | Título                                            | Alemanha                 | Áustria                  | Suíça                    | Data de lançamento |
| ---- | ------------------------------------------------- | ------------------------ | ------------------------ | ------------------------ | --- |
| 2008 | Schattenspiel                                     | —                        | —                        | —                        | Lançamento: 13 de março de 2008 (Participação das bandas F.A.Q & goJA moon ROCKAH) Cópias vendidas: 3.333 (Edição Limitada) |
| 2010 | Frühe Werke & rohe Entwurfe                       | —                        | —                        | —                        | Lançamento: 19 de fevereiro de 2010                                                                                         |
| 2010 | Zeitreise                                         | —                        | —                        | —                        | Lançamento: 11 de novembro de 2010                                                                                          |
| 2012 | Lichtblicke                                       | —                        | —                        | —                        | Lançamento: 30 de junho de 2012                                                                                             |
| 2014 | Alles hat seine Zeit - Best of Unheilig 1999-2014 | 2 (70 semanas)           | 2 (69 semanas)           | 5 (31 semanas)           | Lançamento: 14 de março de 2014                                                                                             |
| 2015 | Gipfelkreuz                                       | —                        | —                        | —                        | Lançamento: 7 de abril de 2015                                                                                              |
| 2015 | Schwarzes Gold 2000-2014                          | 45 (1 semana)            | —                        | —                        | Lançamento: 13 de novembro de 2015 Cópias vendidas: 3.000 (Edição Limitada)                                                 |
| 2017 | Best of Vol. 2 - Pures Gold                       | —                        | —                        | —                        | Lançamento: 6 de outubro de 2017                                                                                            |
| 2020 | Schattenland                                      | 12 (2 semanas)           | —                        | —                        | Lançamento: 11 de dezembro de 2020                                                                                          |
| 2021 | Lichterland - Best Of                             | —                        | —                        | —                        | Lançamento: 12 de novembro de 2021                                                                                          |

### Singles
| Ano  | Título                                   | Certificações e Posições | Certificações e Posições | Certificações e Posições | Certificações e Posições | Álbum                             |
| Ano  | Título                                   | Alemanha                 | Áustria                  | Suíça                    | União Europeia           | Álbum                             |
| ---- | ---------------------------------------- | ------------------------ | ------------------------ | ------------------------ | ------------------------ | --------------------------------- |
| 2000 | Sage ja!                                 | –                        | –                        | –                        | –                        | Phosphor                          |
| 2001 | Komm zu mir                              | –                        | –                        | –                        | –                        | Phosphor                          |
| 2003 | Maschine                                 | –                        | –                        | –                        | –                        | Das 2. Gebot                      |
| 2006 | Ich will leben (part. Project Pitchfork) | –                        | –                        | –                        | –                        | Goldene Zeiten                    |
| 2008 | An deiner Seite                          | 49                       | –                        | –                        | –                        | Puppenspiel                       |
| 2010 | Geboren um zu leben                      | 2                        | 8                        | 13                       | 13                       | Grosse Freiheit                   |
| 2010 | Für immer                                | 17                       | 51                       | 57                       | –                        | Grosse Freiheit                   |
| 2010 | Unter deiner Flagge                      | 9                        | 29                       | -                        | 38                       | Grosse Freiheit                   |
| 2010 | Winter                                   | 4                        | 6                        | 64                       | 21                       | Grosse Freiheit: Winter Edition   |
| 2012 | So wie du warst                          | 2                        | 14                       | 18                       | –                        | Lichter der Stadt                 |
| 2012 | Lichter der Stadt                        | 31                       | –                        | –                        | –                        | Lichter der Stadt                 |
| 2012 | Wie wir waren (part. Andreas Bourani)    | 32                       | 60                       | –                        | –                        | Lichter der Stadt                 |
| 2012 | Stark                                    | 23                       | 49                       | –                        | –                        | Lichter der Stadt: Winter Edition |
| 2014 | Als wär's das erste Mal                  | 10                       | 38                       | 56                       | –                        | Alles hat seine Zeit              |
| 2014 | Wir sind alle wie eins                   | 29                       | –                        | –                        | –                        | Alles hat seine Zeit              |
| 2014 | Zeit zu gehen                            | 6                        | 16                       | 8                        | –                        | Gipfelstürmer                     |
| 2015 | Mein Berg                                | –                        | –                        | –                        | –                        | Gipfelstürmer                     |
| 2015 | Glück auf das Leben                      | –                        | –                        | –                        | –                        | Gipfelstürmer                     |
| 2016 | Von Mensch zu Mensch                     | –                        | –                        | –                        | –                        | Von Mensch zu Mensch              |
| 2016 | Ich würd' dich gern besuchen             | –                        | –                        | –                        | –                        | Von Mensch zu Mensch              |
| 2016 | Mein Leben ist die Freiheit              | –                        | –                        | –                        | –                        | Von Mensch zu Mensch              |
| 2017 | Der Himmel über mir                      | –                        | –                        | –                        | –                        | Best of Vol. 2 - Pures Gold       |
| 2017 | Sonnentag                                | –                        | –                        | –                        | –                        | Best of Vol. 2 - Pures Gold       |

### EP's
| Ano  | Título          | Data de Lançamento                                                               |
| ---- | --------------- | -------------------------------------------------------------------------------- |
| 2002 | Tannenbaum E.P. | Data de Lançamento: 28 de outubro de 2002                                        |
| 2003 | Schutzengel     | Data de Lançamento: 21 de julho de 2003 Cópias vendidas: 2.222 (Edição Limitada) |
| 2004 | Freiheit        | Data de Lançamento: 18 de outubro de 2004                                        |
| 2006 | Astronaut       | Data de Lançamento: 9 de junho de 2006 Cópias vendidas: 4.444 (Edição Limitada)  |
| 2008 | Spiegelbild     | Data de Lançamento: 25 de julho de 2008 Cópias vendidas: 3.333 (Edição Limitada) |
| 2010 | Winter          | Data de Lançamento: 24 de novembro de 2010                                       |

### DVD's
| Ano  | Título                                  | Certificações e Posições | Certificações e Posições | Certificações e Posições | Certificações e Posições | Data de Lançamento                         |
| Ano  | Título                                  | Alemanha                 | Áustria                  | Suíça                    | União Europeia           | Data de Lançamento                         |
| ---- | --------------------------------------- | ------------------------ | ------------------------ | ------------------------ | ------------------------ | ------------------------------------------ |
| 2005 | Kopfkino                                | 75                       | –                        | –                        | –                        | Data de Lançamento: 23 de maio de 2005     |
| 2008 | Puppenspiel Live - Vorhang Auf!         | 3                        | –                        | –                        | –                        | Data de Lançamento: 3 de outubro de 2008   |
| 2010 | Sternstunden                            | -                        | -                        | –                        | –                        | Data de Lançamento: 12 de março de 2010    |
| 2010 | Grosse Freiheit Live                    | 2                        | 9                        | –                        | –                        | Data de Lançamento: 11 de junho de 2010    |
| 2012 | Lichter der Stadt Live                  | 2                        | 1                        | 4                        | –                        | Data de Lançamento: 19 de outubro de 2012  |
| 2015 | MTV Unplugged: Unter Dampf - Ohne Strom | 3                        | 7                        | 3                        | –                        | Data de Lançamento: 11 de dezembro de 2015 |